# Théo Schely
Théo Schely (* 6. September 1999) ist ein französischer Skilangläufer.

## Werdegang
Schely, der für den C.S. La Clusaz startet, nahm von 2015 bis 2019 an U18 und U20-Rennen im Alpencup teil und belegte dabei in der Saison 2017/18 den siebten Platz und in der Saison 2018/19 den sechsten Platz in der U20-Gesamtwertung. Bei den Junioren-Skiweltmeisterschaften 2018 in Goms lief er auf den 40. Platz über 10 km klassisch sowie auf den 20. Rang im Sprint und im folgenden Jahr bei den Junioren-Skiweltmeisterschaften in Lahti auf den 17. Platz im Sprint, auf den 13. Rang über 10 km Freistil und auf den achten Platz mit der Staffel. Zu Beginn der Saison 2019/20 startete er in Planica erstmals im Alpencup und errang dabei den 13. Platz über 15 km Freistil und den achten Platz im Sprint. Im weiteren Saisonverlauf belegte er bei den U23-Weltmeisterschaften 2020 in Oberwiesenthal den 19. Platz über 15 km klassisch sowie den zehnten Rang im Sprint und beendete die Saison auf dem 11. Gesamtrang im Alpencup. In der Saison 2020/21 errang er den 12. Platz in der Gesamtwertung des Alpencups und kam bei den U23-Weltmeisterschaften 2021 in Vuokatti auf den 31. Platz im Sprint und auf den vierten Rang mit der Mixed-Staffel. Zudem gab er im Januar 2021 in Falun sein Debüt im Weltcup, wo er den 57. Platz im Sprint und den 56. Rang im 15-km-Massenstartrennen belegte. In der folgenden Saison erreichte er mit zwei zweiten und einen dritten Platz seine ersten Podestplatzierungen im Alpencup und gewann damit die Gesamtwertung. Bei den U23-Weltmeisterschaften 2022 in Lygna gewann er die Silbermedaille mit der Mixed-Staffel. Zudem lief er dort auf den 20. Platz im Sprint und auf den 13. Rang über 15 km klassisch. Beim folgenden Weltcup in Drammen holte er mit dem 13. Platz im Sprint seine ersten Weltcuppunkte.

## Platzierungen im Weltcup

### Weltcup-Statistik
Die Tabelle zeigt die erreichten Platzierungen im Einzelnen.
- 1.–3. Platz: Anzahl der Podiumsplatzierungen
- Top 10: Anzahl der Platzierungen unter den ersten zehn
- Punkteränge: Anzahl der Platzierungen innerhalb der Punkteränge
- Starts: Anzahl gelaufener Rennen in der jeweiligen Disziplin
- Hinweis: Bei den Distanzrennen erfolgt die Einordnung gemäß FIS.

| Platzierung               | Distanzrennen a | Distanzrennen a | Distanzrennen a | Distanzrennen a | Distanzrennen a | Skiathlon Verfolgung | Sprint | Etappen- rennen b | Gesamt | Team   | Team    |
| Platzierung               | ≤ 5 km          | ≤ 10 km         | ≤ 15 km         | ≤ 30 km         | > 30 km         | Skiathlon Verfolgung | Sprint | Etappen- rennen b | Gesamt | Sprint | Staffel |
| ------------------------- | --------------- | --------------- | --------------- | --------------- | --------------- | -------------------- | ------ | ----------------- | ------ | ------ | ------- |
| 1. Platz                  |                 |                 |                 |                 |                 |                      |        |                   |        |        |         |
| 2. Platz                  |                 |                 |                 |                 |                 |                      |        |                   |        |        |         |
| 3. Platz                  |                 |                 |                 |                 |                 |                      |        |                   |        |        |         |
| Top 10                    |                 |                 |                 | 1               |                 |                      |        |                   | 1      | 1      | 2       |
| Punkteränge               |                 | 12              | 3               | 9               | 1               | 4                    | 21     | 1                 | 51     | 2      | 3       |
| Starts                    |                 | 14              | 4               | 10              | 1               | 7                    | 28     | 1                 | 65     | 2      | 3       |
| Stand: Saisonende 2024/25 |                 |                 |                 |                 |                 |                      |        |                   |        |        |         |

### Weltcup-Gesamtplatzierungen
| Saison  | Gesamt | Gesamt | Distanz | Distanz | Sprint | Sprint |
| Saison  | Punkte | Platz  | Punkte  | Platz   | Punkte | Platz  |
| ------- | ------ | ------ | ------- | ------- | ------ | ------ |
| 2021/22 | 23     | 98.    | –       | –       | 23     | 54.    |
| 2022/23 | 320    | 52.    | 136     | 54.     | 184    | 39.    |
| 2023/24 | 616    | 36.    | 324     | 33.     | 166    | 40.    |
| 2024/25 | 144    | 96.    | 129     | 62.     | 15     | 98.    |